# Накойкаци
«Накойкаци» (Naqoyqatsi, 2002) — документальный фильм Годфри Реджио. Продолжение фильмов «Койяанискаци» и «Поваккатси». Фильм рассматривает проникновение технологии во все аспекты жизни современного общества — СМИ, искусство, развлечения, спорт, политику, медицину, ведение войн, этику, культуру — и её влияние на будущее человека.
Naqoyqatsi (более правильное написание — naqö̀yqatsi) на языке индейцев хопи означает «Жизнь как война».
В отличие от двух предыдущих фильмов трилогии «Каци», «Накойкаци» состоит в основном не из специально снятых сюжетов, а из архивных материалов, обработанных при помощи цифровых технологий и смонтированных в единый фильм.